# 호쇼 마이
호쇼 마이(일본어: 宝生 舞, 1977년 1월 29일~)는 일본의 전 여배우, 전 가수이다. 오사카부 도요나카시 출신이다.